# Мішель Леріс
Мішель Леріс (фр. Michel Leiris, фр.: [lɛʁis]; 20 квітня 1901, Париж — 30 вересня 1990, Сент-Ілер) — французький письменник і етнолог.

## Біографія і творчість
Племінник Р. Русселя. У 1920-1930-х був близьким до сюрреалістів, друкувався в журналі «Сюрреалістична революція», дружив з Максом Жакобом, Андре Массоном, Пікассо, Роже Каюа, Жоржем Батаєм і Карлом Ейнштейном, брав участь у виданні журналу «Докюман», в роботі Коллежа соціології. Брав участь у етнологічній експедиції Марселя Гріоля «Місія Дакар-Джибуті» (1931 — 1933). Після повернення прослухав курс Марселя Мосса в Інституті етнології, очолив відділ Африки в Етнографічному музеї Трокадеро (пізніше — Музей людини), опублікував щоденник з африканської поїздки «Примарна Африка» (1934). Основний предмет етнологічних інтересів Леріса — можливість і різноманітні форми сакрального в сучасному повсякденному житті.
У 1929 — 1935 роках пройшов курс психоаналізу, звернувся до автобіографічного жанру («Пора зрілості», 1939; тетралогія «Правила гри», 1948 — 1976). Після Другої світової війни зблизився з Сартром, активно брав участь в роботі його журналу «Тан модерн». У 1945 році разом з соціологом Жоржем Баланда заснував журнали «Презанс Африкен», виступив одним з найактивніших противників французького колоніалізму, підписав «Маніфест 121» (1960), який відстоював право алжирського народу на опір.
Залишив детальний і безсторонній «Щоденник» (+1992), есе про сучасних художників (Френсіс Бекон, Джакометті та ін), з багатьма з яких дружив.
Відомий портрет Леріса роботи Ф. Бекона (1976).

## Твори
- Simulacre (1925, вірші, ілюстрації А. Массона)
- Le Point cardinal (1927, вірші)
- L'Afrique fantôme (1934, етнологічний щоденник)
- Tauromachies (1937, вірші, ілюстрації А.Массона)
- Glossaire j'y serre mes gloses (1939, вірші, ілюстрації А.Массона)
- L'Âge d'homme (1939)
- Haut Mal (1943, вірші)
- Aurora (1946, роман)
- Biffures (1948, перша книга автобіографічної тетралогії «Правила гри»)
- La langue secrète des Dogons de Sanga (1948)
- Fourbis (1955, другий том «Правил гри»)
- La possession et ses aspects théatraux chez les Éthiopien de Gondar (1958)
- Vivantes cendres, innommées (1961, вірші, ілюстрації Джакометті)
- Nuits sans nuit et quelques jours sans jour (1961)
- Grande fuite de neige (1964)
- Fibrilles (1966, третій том «Правил гри»)
- Brisées (1966, есе)
- Afrique noire: la création plastique (1967)
- Cinq études d'ethnologie (1969)
- Mots sans Mémoire (1969, вибрані вірші)
- Wifredo Lam (1970)
- André Masson, «Massacres» et autres dessins (1971)
- Francis Bacon ou la vérité criante (1974)
- Frêle Bruit (1976, четвертий том «Правил гри»)
- Alberto Giacometti (1978, у співавторстві з Ж. Дюпеном)
- Au verso des images (1980, есе про художників)
- Langage tangage (1985, вірші)
- Francis Bacon (1987)
- Roussel l'ingénu (1987)
- À cor et à cri (1988)
- Bacon le hors-la-loi (1989)
- Zébrage (1992, есе)
- Journal 1922—1989 (1992, щоденник)
- Operratiques (1992, нотатки про оперу)
- Journal de Chine (1994)
- L'Homme sans honneur. Notes pour le sacré dans la vie quotidienne (1994)
- Miroir de l'Afrique (1996, етнографічні праці)
- Correspondance 1938—1958 (2002)